# Саборна црква у Неготину
Саборна црква Свете Тројице у Неготину се налази на углу Трга Стевана Мокрањца и улице Хајдук Вељка, грађена је у периоду од 1872. до 1876. године и представља непокретно културно добро као споменик културе.

## Историјат
Неготин је 1842. године постао духовни центар Крајине што је иницирало изградњу нове цркве. Епископ Евгеније је 1868. године позвао грађевинског предузимача Штајнехлера да започне изградњу нове цркве, али је грађење одложено јер је окружни начелник Ранко Алимпић желео да се са градњом цркве отпочне у новој вароши - Новом Неготину на Дунаву.
Архитекта Драгутин Милутиновић, професор Велике школе у Београду сачинио је урбанистички план новог насеља, први те врсте у Србији. Међу првим грађевинама које је требало да 1870. буду изграђене био је и саборни храм, за који је већ постојао пројекат. Међутим, до премештања насеља није дошло јер је у самом Неготину било јаког противљења пресељењу и изградња цркве је почела 8. маја 1872. године а завршена 1874. године. Црква Свете Тројице у Неготину освећена је 1876. године на Ђурђевдан.
Нова црква подигнута је  из средстава старе неготинске цркве, капитала еснафа и општинске помоћи и коштала је у то време 978.172,14 гроша. Зидана је под надзором грађевинског предузимача Штајнехлера и искусних италијанских мајстора.

## Архитектура
Саборна црква је грађена по плановима рађеним у Министарству грађевина из 1867. године и представља једнобродну грађевину са наглашеним улазним порталима, полигоналном апсидом и истуреним четвороугаоним певницама над којима се уздижу кубета са надвишеним октогоналним тамбурима.
Са западне прилазне стране издиже се масиван октогални звоник као вертикала која доминира над градским центром. Монументална је по свом спољњем изгледу и пропорцијама, црква је рађена са стислким карактеристикама у духу закаснелог класицизма са елементима неоренесансе, па се као таква убраја и међу јединственима у Србији. Одликује се фасадном пластиком са наглашеним кровним венцима, тимпанонима, канелираним јонским пиластрима и др. Иконостас цркве и живопис су из 1901. године. Иконе су радили академски сликар Стеван Тодоровић и његова супруга Полексија.
У цркви Свете Тројице у Неготину живописани су и северни, јужни зид и свод. На северном зиду храма представљени су владари средњовековне Србије, владарска лоза Немањића (Стефан Немања, Стефан Првовенчани, краљ Милутин, Стефан Дечански, цар Душан и цар Урош). Изнад српских владара из лозе Немањића приказани су важни догађаји из њихових живота (Kрунисање Стефана Првовенчаног, Свети Сава мири своју браћу, Свети Сава одбија царску круну). 
На јужном зиду цркве Свете Тројице представљени су црквени великодостојници, односно српски архиепископи, имајући у виду да је у то време српска црква имала достојанство архиепископије (Свети Сава,  Арсеније Сремац, Јоаникије први, Јевстатије први, Сава други), а завршава се женским ликовима (мати Ангелина Kрушедолска, Света Петка). И свод цркве који је симбол неба и чине га четири композиције је живописан. Осликани су на своду Улазак Христов у Свети град Јерусалим, Преображење Господње, Беседа на Гори и Силазак Духа Светога на апостоле. Свод је живописао Милисав Марковић по нацрту свог учитеља Стевана Тодоровића.
Порта је ограђена гвозденом оградом 1893. године. Ступци и постоље су од камена пешчара из околине Неготина. На врховима оградних стубова су капе а као украсни елементи употребљена су ђулад из Фетисламске тврђаве код Кладова        .
У североисточном делу порте налази се барутана, а у југоисточном делу је зграда црквене општине на регулационој линији улице Хајдук Вељка. Зграда је изграђена крајем 19. века са карактеристичним венцем и плитком фасадном пластиком.
Црквени простор својом богатом акустиком и амбијентом пружа изванредне услове за одржавање концерата духовне музике.

## Галерија
- Фотографија из календара Вардар за 1911. годину.